# Distretto di Córdova
Il distretto di Córdova è uno dei sedici distretti della provincia di Huaytará, in Perù. Si trova nella regione di Huancavelica e si estende su una superficie di 104.59 chilometri quadrati.